# Sông Cà Tót
Sông Cà Tót (tên khác: Sông Choá) là một con sông đổ ra Sông Luỹ. Sông có chiều dài 70 km và diện tích lưu vực là 681 km². Sông Cà Tót chảy qua các tỉnh Lâm Đồng, Bình Thuận.